# (200103) 1995 QP16
(200103) 1995 QP16 es un asteroide perteneciente al cinturón de asteroides, descubierto el 28 de agosto de 1995 por el equipo del Spacewatch desde el Observatorio Nacional de Kitt Peak, Arizona, Estados Unidos.

## Designación y nombre
Designado provisionalmente como 1995 QP16.

## Características orbitales
1995 QP16 está situado a una distancia media del Sol de 2,530 ua, pudiendo alejarse hasta 3,010 ua y acercarse hasta 2,049 ua. Su excentricidad es 0,189 y la inclinación orbital 7,159 grados. Emplea 1469,90 días en completar una órbita alrededor del Sol.

## Características físicas
La magnitud absoluta de 1995 QP16 es 15,7.